# Мавзолей Юнус-хана (Ташкент)
Мавзолей Юнус-Хана (узб. Yunusxon maqbarasi) — мавзолей Юнус-Хана Моголистанского, находится в Ташкенте недалеко от Мавзолей Шейха Ховенди ат-Тахура. Это одно из двух монументальных зданий Ташкента XV-го века, сохранившихся до наших дней. Точные годы возведения неизвестны, но оно происходило не ранее 1487 (смерть Юнусхана) и не позднее 1502. Следует считать, что оно осуществлялось сыновьями правителя.